# Knocked Up
Knocked Up er en amerikansk komediefilm fra 2007, instrueret, produceret og skrevet af Judd Apatow med Seth Rogen og Katherine Heigl, Paul Rudd og Leslie Mann i hovedrollerne. Filmen følger følgerne af en nat mellem Rogens dovne karakter og Heigls karakter som nylig forfremmet mediepersonlighed som fører til en utilsigtet graviditet. Deraf titlen «Knocked Up», som er amerikansk slang for at blive gravid.

## Handling
Ben Stone (Seth Rogen) er en umoden 23 år gammel jødisk mand fra Canada og således illegal indvandrer fra British Columbia som lever af en erstatning fra en skade og sporadisk forsøger at få gang i en hjemmeside som viser nøgne billeder af kendisser sammen med sine bofæller, foruden at slænge rundt og ryge hash. Allison Scott (Katherine Heigl) er en karriereorienteret ung kvinde som lige er blevet forfremmet til en stilling en fjernsynskanal og lever med sin søster Debbie (Leslie Mann) og hendes familie. Da de er ude og fejrer hendes forfremmelse møder Allison Ben på en lokal natklub. Efter utallige drinks ender de med at have sex sammen. På grund af en misforståelse benytter de ikke beskyttelse. Allison siger «bare gør det!» for at få Ben til tage kondomet på sig hurtigere, hvilket han fejltolker som «kondom er ikke nødvendig». Den påfølgende morgen forstår de begge over morgenbordet at de har meget lidt til fælles og tager hver til sit.
Otte uger senere oplever Allison morgenkvalme og flere graviditetstester senere forstår hun at hun faktisk er gravid. Hun kontakter Ben for første gang siden deres nat sammen for at informere ham. Mens han stadig er usikker på faderrollen fortæller hans far (Harold Ramis) at han var det bedste som nogensinde havde hændt ham, og Ben forstår at hans liv har været ganske patetisk op til nu. Allisons mor (Joanna Kerns) forsøger at overtale hendes datter til at få en abort, men Allison beslutter sig for at beholde barnet. Senere beslutter Allison og Ben sig for at give deres forhold en chance. Det uegnede pars anstrengelser indebærer at Ben forsøger at fri med en æske til en ring, dog uden en ring og med et løfte om at skaffe hende den til hende senere. Allison tænker at det er alt for tidligt at tænke på ægteskab da hun er mere optaget af at skjule graviditeten overfor hendes chefer som bad hende da hun fik jobbet om at være mere «fast» og «slank» foran kameraet.
Efter en noget lovende begyndelse kommer spændingen i forholdet til overfladen. Allison er øgende nervøs over Bens manglende ansvar og har tvivl om hvor længe deres forholdet kan vare. Disse tanker går gennem hendes hoved på grund af hendes søsters ulykkelige ægteskab. Debbies ægtemand Pete (Paul Rudd) arbejder som talentspejder for rockegrupper, men han forsvinder til underlige tider om natten og Debbie mistænker at han har et andet forhold. Da hun undersøger, afslører hun at han kun er medlem af en gruppe som driver et fiktiv baseballhold, noget han forklarer som at han trænger en del tid væk fra hendes kontrollerende væsen (hun havde tidligere opmuntret Allison til at rakke ned på Ben indtil han omdanner sig i henhold til hendes «oplæring»). Tilsvarende føler Ben at Allison er alt for kontrollerende. Som et resultat af Petes indrømmelser til sin hustru beslutter de sig for at skilles da Pete ikke føler at han får kontakt med Debbie og omvendt. Allison er videre overbevist om at Ben ikke vil være støttende da hun opdager at han ikke har læst bøgerne om spædbarn og fødsler som han har købt. Mens de kører til lægen havner de i et ophidsende skænderi og hun sender Ben ud af bilen og efterlader ham midt på vejen. Da han kommer på sygehuset efter anklager han hendes hormoner for at hun behandler ham på den måde hun gør og hun svarer med at det vil være bedre at de ikke ser hinanden længere.
Efter bruddet beslutter Ben at tage med Pete på en tur til Las Vegas. Under påvirkning af psykedeliske svampe, indser de sine tab og beslutter at tage tilbage og tage ansvar. Tilsvarende tager Debbie en deprimeret Allison ud i byen og forsøger til sidst at komme ind på den natklub som Allison og Ben først mødtes. Dørvagten vil ikke lade dem slippe ind da Allison er gravid og Debbie er for gammel. Efter en konfrontation med den undskyldende dørvagt begynder Debbie at græde og indrømmer overfor Allison at hendes fremtidsudsigter svinder hen mens Petes vil vokse, og at hun vil have ham tilbage. Til sidst kommer Pete og Debbie til en forsoning på deres datters fødselsdag. Da Ben forsøger at gøre det godt med Allison er hun fortsat modvillig for at komme tilbage da hun føler de er forskellige og har lidt til fælles. På samme tid opdager hendes chef at hun er gravid, men dette har øget hendes interesse hos de kvindelige seere. Efter en mislykket samtale med sin far forsøger Ben at tage ansvar og begynder at læse fødselsbøgerne og anstrenger sig for at ændre sit væsen, blandt andet ved at flytte ud fra vennernes sted, få et anstændigt job som webdesigner og en lejlighed med et spædbarnsværelse. Derefter begynder Allison at føde, men får ikke kontakt med hendes gynækolog (Loudon Wainwright), men finder ud af via dennes sekretær at han er på en Bar mitzvah i San Francisco og således brudt den aftale de havde at han skulle tage imod barnet selv.
Under fødslen beder Allison om en undskyldning for at have tvivlet på Bens engagement og indrømmer at hun aldrig havde troet at den mand som gjorde hende gravid var den rigtige for hende. Derefter dukker Debbie og Pete op, men Ben er stadig irriteret over Debbies indflydelse over Allison og tvinger hende til at vente udenfor da Debbie vil overtage ansvaret for Allison. Da Debbie protesterer truer Ben hende at han vil få hende arresteret hvis hun hører på ham, noget som overbeviser Debbie at Ben er den  rette for Allison. Parret bliver forældre til en lille pige (en dreng i den alternative slutning) og rejser hjem for at leve lykkeligt sammen.

## Medvirkende
- Seth Rogen som Ben Stone
- Katherine Heigl som Allison Scott
- Paul Rudd som Pete
- Leslie Mann som Debbie
- Jason Segel som Jason
- Jay Baruchel som Jay
- Jonah Hill som Jonah
- Martin Starr som Martin
- Charlyne Yi som Jody
- Iris Apatow som Charlotte
- Maude Apatow som Sadie
- Joanna Kerns som Mrs. Scott
- Harold Ramis som Harris Stone
- Alan Tudyk som Jack
- Kristen Wiig som Jill
- Bill Hader som Brent
- Ken Jeong som Dr. Kuni
- Loudon Wainwright som Dr. Howard
- Steven Brill som Bens chef
- Jessica Alba (cameo) som sig selv
- Steve Carell (cameo) som sig selv
- Ryan Seacrest (cameo) som sig selv
- Eva Mendes (cameo) som sig selv
- James Franco (cameo) som sig selv
- Dax Shepard (cameo) som sig selv
- Andy Dick (cameo) som sig selv